# Moravikum
Moravikum je území slabě metamorfovaných hornin při jihovýchodním okraji Českého masivu, které se táhne od křídové tabule severně od Svojanova až téměř k Dunaji, v celkové délce přes 130 km. Na západě se tektonicky stýká s moldanubikem; tento styk se nazývá morávní linie (poruchová zóna). Moldanubikum bylo přesunuto jako příkrov od západu k východu přes moravikum, které nyní vystupuje z jeho podloží ve dvou tektonických polooknech, dyjské klenbě a svratecké klenbě. Na východě od moravika je dnes moldanubikum zachováno jen v nepatrných zbytcích, které vystupují u Miroslavi (miroslavská hrásť), Krhovic západně od Znojma a Frauendorfu severovýchodně od Křemže (Krems) v Rakousku. Na svém styku s moldanubikem je moravikum lemováno různě širokým pruhem svorů, většinou granitických, tak zvanou svorovou zónou, která tektonicky patří už k moldanubiku.
Moravikum se od moldanubika liší odchylným charakterem původních sedimentů, nižším stupněm metamorfozy (epizóma a mesozóna), tektonikou i chemismem hlubinných vyvřelin. Nejtypičtější jadnotkou moravika je bítešská rula. V jejím nadloží spočívají vnější fylity, v jejím podloží fylity vnitřní. Tyto jednotky tvoří příkrovy sunuté od západu k východu. V podloží vnitřních fylitů leží autochtonní masivy: dyjský batolit v dyjské klenbě, brněnský masiv a svratecká žula se svým sedimentárním obalem–květnickou sérií v klenbě svratecké. Stáří sedimentů moravika není dosud spolehlivě určeno: vnější fylity jsou pravděpodobně ordovické a silurské, ve vnitřních fylitech a v květnické sérii je zastoupen vedle starších prvků i nepochybný devon. Intruze bítešské ruly je vázána na kaledonskou orogenezi, autochtonní batolity jsou starší, snad prekambrické. Příkrovová stavba moravika i nasunutí moldanubika na moravikum vznikla s největší pravděpodobností během variské orogeneze.
Moravikum se rozpadá na dva samostatné celky, dyjskou klenbu a svrateckou klenbu, které se poněkud liší sým vývojem. Dyjská klenba sahá od Schönbergu severoseverovýchodné od Křemže (Krems) přes Eggenburg a Hardegg až k Moravskému Krumlovu; je téměř 75 km dlouhá a maximálně 30 km široká (v rozšíření u Messern). Tektonické jednotky v ní mají tento sled (od nadloží k podloží): moldanubikum, svorová zóna, vnější fylity, bítešská rula, vnitřní fylity s pleissingskou ortorulou a dyjský batolit.
Svratecká klenba se táhne od Oslavan přes Tišnov ke Svojanovu v délce 60 km a v největší šířce má 15 km. Sled jednotek: moldanubikum, svorová zóna, vnější fylity, bítešská rula, vnitřní fylity, svratevká žula s květnickou sérií. Severní část svratecké klenby v okolí Olešnice, Kunštátu a Svojanova se nazývá olešnická antiklinála. F. E. Suess se domníval, že u Svojanova zabíhá bítešská rula jako do tunelu pod antiklinálu vnějších fylitů a svorové zóny. Byl by to důležitý důkaz existence moldanubického příkrovu. Tento úkaz nazval svojanovským tunelem.
Vedle děl F. E. Suesse (Die moravischen Fenster) se studiem moravika ve svých pracích zabývali L. Waldmann, K, Preclík (dyjská klenba) a K. Zapletal (svratecká klenba).